# Edi Federer
Eduard „Edi” Federer (ur. 20 lutego 1955 w Mühlbach am Hochkönig, zm. 30 maja 2012 w Pfarrwerfen) – austriacki skoczek narciarski. W 1979 r. zakończył karierę sportową, zostając właścicielem firmy „Edi Federer Sportmarketing”, zajmującej się reprezentowaniem zawodników i drużyn sportowych wobec organizacji gospodarczych zainteresowanych sponsoringiem oraz reklamowaniem się poprzez sport.
Jego największym sukcesem było zajęcie 2. miejsca w klasyfikacji generalnej 23. Turnieju Czterech Skoczni (6. miejsce w Oberstdorfie, 4. miejsce w Garmisch-Partenkirchen, 2. miejsce w Innsbrucku i 5. miejsce w Bischofshofen). W 1975 r. wystąpił na Mistrzostwach Świata w Lotach Narciarskich, gdzie zajął 15. miejsce. W 1978 r. zwyciężył w Turnieju Szwarzwaldzkim.
Po zakończeniu kariery skoczka był menedżerem m.in. Andreasa Goldbergera (w latach 1992–2003), Adama Małysza (2001–2010) i Thomasa Morgensterna (2003–2010). Do Polski Federera zaprosił w 1996 r. Czech Pavel Mikeska, ówczesny trener kadry polskich skoczków. Mikeska powiedział wówczas Federerowi, że „ma skoczka o wielkim potencjale”. Chodziło o 18-letniego wówczas Adama Małysza. Federer namówił salzburskiego przemysłowca Dietricha Mateschitza, właściciela koncernu Red Bull, by ten zainteresował się skokami narciarskimi i „do licznej grupy sponsorowanych sportowców włączył Adama Małysza”.
Zmarł po dwóch latach zmagań z niezidentyfikowaną przez lekarzy chorobą układu nerwowego. Lekarze przyczynę śmierci zdiagnozowali jako uszkodzenie układu nerwowego (stwardnienie zanikowe boczne).